# 2000-man yen Quiz! Money Drop
2000-man yen Quiz! Money Drop (jap. 2000万円クイズ！マネードロップ 2000-man yen kuizu! Manē doroppu) – japoński teleturniej prowadzony przez Yūsuke Santamarię i emitowany na antenie TBS, oparty na formacie The Money Drop (który po raz pierwszy emitowany był na brytyjskim kanale Channel 4 pod nazwą The Million Pound Drop). Wyprodukowano zaledwie dwa odcinki, które wyemitowane zostały kolejno 31 października 2012 oraz 10 stycznia 2013.

## Zasady i przebieg programu
Dwoje zawodników na początku gry otrzymywali 20 000 000 jenów w 40 paczkach (po 500 000 jenów w każdej). Następnie musieli odpowiedzieć na 7 pytań (w drugim odcinku na 6), starając się zachować jak najwięcej pieniędzy.
W każdym pytaniu, na początku zawodnicy wybierali jedną spośród dwóch kategorii, a następnie znali warianty odpowiedzi i pytanie. Potem zawodnicy rozkładali gotówkę w zapadniach:
- odcinek 1: pytania 1–3: cztery; pytania 4–6: trzy; pytanie 7 – dwie;
- odcinek 2: pytania 1–3: cztery; pytania 4–5: trzy; pytanie 6 – dwie.

Na rozłożenie pieniędzy mieli 60 sekund, pamiętając o pozostawieniu co najmniej jednej pustej zapadni. W przypadku nierozłożenia, automatycznie przepadały. Po zakończeniu odliczania limitu czasu, otwierały się zapadnie (czasem jedna po drugiej lub jednocześnie). Pieniądze, które umieszczone były na zapadni, do której przypisana jest błędna odpowiedź, spadały do pomieszczenia, w którym przebywali strażnicy. Gra kończyła się w momencie, gdy zawodnicy stracili całą gotówkę.

## Uczestnicy
Uwaga: Liczby podawane w jenach. Podawane kwoty to stan po każdym pytaniu i otwarciu zapadni.

### Odcinek 1 (30 października 2012)
| Uczestnicy                  | Pytanie     | Pytanie           | Pytanie            | Pytanie           | Pytanie           | Pytanie           | Pytanie            | Wygrana |
| Uczestnicy                  | 1           | 2                 | 3                  | 4                 | 5                 | 6                 | 7                  | Wygrana |
| --------------------------- | ----------- | ----------------- | ------------------ | ----------------- | ----------------- | ----------------- | ------------------ | ------- |
| Masaru Hanada Mieko Hanada  | 20 000 000  | 20 000 000        | 12 000 000         | 6 000 000         | 3 000 000         | 1 500 000         | 0                  | 0       |
| Masaru Hanada Mieko Hanada  | brak utraty | brak utraty       | Utrata: 8 000 000  | Utrata: 6 000 000 | Utrata: 3 000 000 | Utrata: 1 500 000 | Utrata: 1 500 000  | 0       |
| Miori Takimoto Zaizen Naomi | 20 000 000  | 14 500 000        | 7 000 000          | 4 500 000         | 1 000 000         | 0                 |                    | 0       |
| Miori Takimoto Zaizen Naomi | brak utraty | Utrata: 5 500 000 | Utrata: 7 500 000  | Utrata: 2 500 000 | Utrata: 3 500 000 | Utrata: 1 000 000 |                    | 0       |
| Lola Ayano Fukuda           | 20 000 000  | 20 000 000        | 0                  |                   |                   |                   |                    | 0       |
| Lola Ayano Fukuda           | brak utraty | brak utraty       | Utrata: 20 000 000 |                   |                   |                   |                    | 0       |
| Junia i Seiji Chihara       | 20 000 000  | 20 000 000        | 20 000 000         | 20 000 000        | 20 000 000        | 20 000 000        | 0                  | 0       |
| Junia i Seiji Chihara       | brak utraty | brak utraty       | brak utraty        | brak utraty       | brak utraty       | brak utraty       | Utrata: 20 000 000 | 0       |

### Odcinek 2 (10 stycznia 2013)
| Uczestnicy                                          | Pytanie            | Pytanie            | Pytanie           | Pytanie           | Pytanie           | Pytanie           | Wygrana |
| Uczestnicy                                          | 1                  | 2                  | 3                 | 4                 | 5                 | 6                 | Wygrana |
| --------------------------------------------------- | ------------------ | ------------------ | ----------------- | ----------------- | ----------------- | ----------------- | ------- |
| Takashi Yoshida i matka Wspierający: Ryūichi Kosugi | 1 000 000          | 0                  |                   |                   |                   |                   | 0       |
| Takashi Yoshida i matka Wspierający: Ryūichi Kosugi | Utrata: 19 500 000 | Utrata: 1 000 000  |                   |                   |                   |                   | 0       |
| Yoshio Kojima i matka Wspierający: ojciec           | 19 500 000         | 8 000 000          | 6 000 000         | 5 500 000         | 3 000 000         | 0                 | 0       |
| Yoshio Kojima i matka Wspierający: ojciec           | Utrata: 500 000    | Utrata: 11 500 000 | Utrata: 2 000 000 | Utrata: 500 000   | Utrata: 2 500 000 | Utrata: 3 000 000 | 0       |
| Miwa Asao Reiko Ushioda                             | 20 000 000         | 7 500 000          | 2 500 000         | 500 000           | 0                 |                   | 0       |
| Miwa Asao Reiko Ushioda                             | brak utraty        | Utrata: 12 500 000 | Utrata: 5 000 000 | Utrata: 2 000 000 | Utrata: 500 000   |                   | 0       |
| Junia i Seiji Chihara                               | 0                  |                    |                   |                   |                   |                   | 0       |
| Junia i Seiji Chihara                               | Utrata: 20 000 000 |                    |                   |                   |                   |                   | 0       |
| Kayo Satō i brat                                    | 5 000 000          | 1 500 000          | 1 000 000         | 500 000           | 500 000           | 500 000           | 500 000 |
| Kayo Satō i brat                                    | Utrata: 15 000 000 | Utrata: 3 500 000  | Utrata: 500 000   | Utrata: 500 000   | brak utraty       | brak utraty       | 500 000 |